# Dinant
Dinant – miasto w południowo-wschodniej Belgii, w Regionie Walońskim, w prowincji Namur, siedziba administracyjna okręgu Dinant. 1 stycznia 2024 roku liczyło 13 328 mieszkańców. Leży nad rzeką Mozą, w pobliżu jej przełomu przez Ardeny, przy granicy z Francją. W okolicy prowadzi się górnictwo lokalnych odmian wapieni. Było członkiem Hanzy.

## Historia

### Od początków do XI wieku
Teren obecnego Dinant był zamieszkany już w neolicie i czasach rzymskich. Pierwsza wzmianka o Dinant pochodzi z VII wieku. W tym czasie św. Perpet, biskup Tongeren i Maastricht, wybrał Dinant na swoją rezydencję i ufundował kościół pw. św. Wincenta (Saint-Vincent). W roku 870 Karol II Łysy zdecydował, iż część Dinant będzie administrowana przez hrabiego Namur, a pozostała część – przez biskupa Tongeren, a potem Liège. W XI wieku, cesarz Henryk IV dał niektóre prawa do Dinant księciu-biskupowi Liège. Od tego czasu miasto jest jedną z 23 głównych miast diecezji Liège. Pierwszy kamienny most na rzece Mozie i większe naprawy wybudowanego wcześniej zamku to dzieło XI-wieczne. Aż do końca XVIII wieku Dinant podlegało suwerenowi Liège, od czasu do czasu powstając przeciw niemu.

### Późne średniowiecze
Z powodu strategicznego położenia na rzece Mozie, Dinant było narażone na ciągłe bitwy i grabieże. W 1466 roku, Filip III Dobry, książę Burgundii, wuj Ludwika de Bourbon'a, który został księciem-biskupem Liège i syn Filipa Karol Śmiały, ukarali miasto, topiąc 800 spośród jego mieszkańców w Mozie i podpalając je.
W owym okresie miasto i rywalizujące z nim Bouvignies specjalizowały się w obróbce metalu, produkcji świeczników, pater i innych religijnych przedmiotów. Henri Pirenne napisał w 1883 roku pracę doktorską na temat średniowiecznego Dinant.

### Do I wojny światowej
W XVI i XVII wieku z powodu wojen pomiędzy Francją i Hiszpanią, Dinant ucierpiało z powodu zniszczeń, głodu i epidemii, choć pozostawało neutralne. W 1675 roku wojsko francuskie pod wodzą marszałka François de Créquy okupowała miasto. Pod koniec XVIII wieku Dinant na krótko dostało się pod panowanie Monarchii Habsburgów, a w 1795 roku scedowano na Francję.
Miasto zostało zniszczone ponownie w 1914 roku, w trakcie I wojny światowej. W tym roku 674 mieszkańców zostało zamordowanych przez wojsko niemieckie.

### Po I wojnie światowej
Miasto Dinant zostało odznaczone Krzyżem Wojennym 1914–1918.

## Podział administracyjny
W skład miasta wchodzi dziesięć dzielnic (section):
- Anseremme
- Bouvignes-sur-Meuse
- Dréhance
- Falmagne
- Falmignoul
- Foy-Notre-Dame
- Furfooz
- Lisogne
- Sorinnes
- Thynes

## Turystyka
Rozpoznawalnym punktem miasta jest kolegiata pw. NMP (Onze-Lieve-Vrouw), przebudowana w stylu gotyckim na starych fundamentach po tym, jak w 1227 roku spadające z pobliskich klifów kamienie częściowo zniszczyły poprzedni romański kościół. Powyżej kościoła wznosi się pionowa skała z ufortyfikowaną cytadelą, która została wybudowana w XI wieku, by kontrolować dolinę Mozy. Biskup Liège przebudował i powiększył cytadelę w 1530 roku, a w 1703 została zniszczona przez Francuzów. Istniejąca do dziś budowla powstała po przebudowie w 1821 roku, gdy Dinant należało do Królestwa Zjednoczonych Niderlandów.

## Osoby

### urodzone w Dinant
- Dawid z Dinant XII wiek, filozof (nie jest pewne czy urodził się tutaj)
- André Buzin XX wiek, malarz i projektant znaczków pocztowych
- Joachim Patenier (1485–1524), malarz
- Dominique Pire XX wiek, dominikanin, laureat Pokojowej Nagrody Nobla
- Adolphe Sax XIX wiek, wynalazca saksofonu
- Antoine Joseph Wiertz XIX wiek, malarz

## Współpraca
Miejscowości partnerskie:
- Chios, Grecja
- Dinan, Francja
- Hoddesdon, Wielka Brytania
- Sainte-Foy, Kanada